# Лепунов, Николай Степанович
 Николай Степанович Лепунов  (1778 — после 1823) — русский военный, подполковник, участник Наполеоновских войн, Русско-турецкой войны (1806—1812) и Отечественной войны 1812 года.

## Биография
Родился в 1778 году. Происходил из дворян Нижнеломовского уезда Пензенской губернии. На службу поступил 1 января 1797 года кавалергардом в Кавалергардские эскадроны, по расформировании которых 22 декабря 1797 года был переведен в 41-й егерский полк. С 1802 и по 1815 год постепенно повышался в звании, получив в итоге звание майора.
Лепунов участвовал в целом ряде военных кампаний. В Швейцарском походе Суворова принял участие в битве за Чёртов мост и в сражении в Мутенской долине. В ходе очередной Русско-турецкой войны участвовал в кампании 1806—1807 года, в боях под Галацем, при Турбате и под Браиловым. За последнее сражение Лепунов получил Высочайшее Благоволение. В кампании 1809—1810 года участвовал в бою под Журжей и при взятии крепостей Кюстенджи, Прагово, Брегово.
В Отечественной войне сражался при Султановке, под Смоленском, под Шевардином в Бородинском сражении, где был контужен в левую ногу, под Тарутино и под Малоярославцем, где был ранен в левую руку и награждён орденом Святой Анны 4-й степени. В 1813 году Лепунов находился в резервной армии, но в 1814 году принял участие в заграничном походе, в бою под Суассоном и во взятии Парижа, за что получил орден Святого Владимира 4-й степени. В 1815 году в ходе событий Ста дней был в походе во Францию.
После завершения Наполеоновских войн переведён в 30-й егерский полк, а в 1816 году переведён в Пензенский гарнизонный батальон, где с 1822 года командовал инвалидными командами, а 25 марта следующего года вышел в отставку в звании подполковника.
Был женат, супруга — Варвара Никаноровна (девичья фамилия неизвестна), к 1823 году детей не было. Дата и место смерти неизвестны.